# Уевіль (Манш)
Уеві́ль (фр. Houesville) — колишній муніципалітет у Франції, у регіоні Нормандія, департамент Манш. Населення — 318 осіб (2011).
Муніципалітет був розташований на відстані близько 280 км на захід від Парижа, 70 км на захід від Кана, 30 км на північний захід від Сен-Ло.

## Історія
До 2015 року муніципалітет перебував у складі регіону Нижня Нормандія. Від 1 січня 2016 року належав до нового об'єднаного регіону Нормандія.
1 січня 2016 року Уевіль, Анговіль-о-Плен, Карантан i Сен-Ком-дю-Мон було об'єднано в новий муніципалітет Карантан-ле-Маре.

## Демографія
Динаміка населення (Insee ):
Розподіл населення за віком та статтю (2006):
| Стать | Всього | До 15 років | 15-24 | 25-44 | 45-64 | 65-85 | Понад 85 |
| --- | ------ | ----------- | ----- | ----- | ----- | ----- | -------- |
| Чоловіки | 130    | 26          | 18    | 21    | 48    | 17    | 0        |
| Жінки | 120    | 25          | 0     | 34    | 31    | 26    | 4        |
| \| Статево-вікова піраміда \| Статево-вікова піраміда \| Статево-вікова піраміда \| \| ----------------------- \| ----------------------- \| ----------------------- \| \| Чоловіки \| Вік \| Жінки \| \| 0 \| 85 + \| 4 \| \| 4 \| 80-84 \| 4 \| \| 4 \| 75-79 \| 4 \| \| 9 \| 70-74 \| 9 \| \| 0 \| 65-69 \| 9 \| \| 0 \| 60-64 \| 0 \| \| 22 \| 55-59 \| 9 \| \| 9 \| 50-54 \| 9 \| \| 17 \| 45-49 \| 13 \| \| 4 \| 40-44 \| 13 \| \| 13 \| 35-39 \| 0 \| \| 4 \| 30-34 \| 17 \| \| 0 \| 25-29 \| 4 \| \| 9 \| 20-24 \| 0 \| \| 9 \| 15-20 \| 0 \| \| 4 \| 10-14 \| 4 \| \| 13 \| 5-9 \| 17 \| \| 9 \| 0-4 \| 4 \| |        |             |       |       |       |       |          |
| Статево-вікова піраміда |        |             |       |       |       |       |          |
| Чоловіки | Вік    | Жінки       |       |       |       |       |          |
| 0 | 85 +   | 4           |       |       |       |       |          |
| 4 | 80-84  | 4           |       |       |       |       |          |
| 4 | 75-79  | 4           |       |       |       |       |          |
| 9 | 70-74  | 9           |       |       |       |       |          |
| 0 | 65-69  | 9           |       |       |       |       |          |
| 0 | 60-64  | 0           |       |       |       |       |          |
| 22 | 55-59  | 9           |       |       |       |       |          |
| 9 | 50-54  | 9           |       |       |       |       |          |
| 17 | 45-49  | 13          |       |       |       |       |          |
| 4 | 40-44  | 13          |       |       |       |       |          |
| 13 | 35-39  | 0           |       |       |       |       |          |
| 4 | 30-34  | 17          |       |       |       |       |          |
| 0 | 25-29  | 4           |       |       |       |       |          |
| 9 | 20-24  | 0           |       |       |       |       |          |
| 9 | 15-20  | 0           |       |       |       |       |          |
| 4 | 10-14  | 4           |       |       |       |       |          |
| 13 | 5-9    | 17          |       |       |       |       |          |
| 9 | 0-4    | 4           |       |       |       |       |          |

## Економіка
2010 року серед 191 особи працездатного віку (15—64 років) 148 були активними, 43 — неактивними (показник активності 77,5%, у 1999 році було 64,7%). З 148 активних мешканців працювало 139 осіб (77 чоловіків та 62 жінки), безробітними було 9 (2 чоловіки та 7 жінок). Серед 43 неактивних 7 осіб було учнями чи студентами, 21 — пенсіонерами, 15 були неактивними з інших причин.

У 2010 році в муніципалітеті числилось 119 оподаткованих домогосподарств, у яких проживали 292,0 особи, медіана доходів виносила 16 694 євро на одного особоспоживача